# چشمه برم هیر
برم هیر یکی از چشمه‌های واقع در شهرستان ممسنی استان فارس است.
این چشمه در دهستان دشمن‌زیاری قرار دارد.